# Spotify
A Spotify ingyenesen is használható, kereskedelmi zene-streamelő szolgáltatás, ami másolásvédelemmel ellátott tartalmakat tesz elérhetővé a nagyobb lemezkiadók közreműködésével. A Spotify partnere a Sony, EMI, Warner Music Group és a Universal. 2008 októberében vált elérhetővé a nagyközönség számára Svédországban, akkor még Spotify AB néven. Négy év alatt felhasználói tábora 20 milliósra növekedett, ezzel párhuzamosan számos országban és számos informatikai platformon vált elérhetővé. A Spotify az alábbi platformokon érhető el: Microsoft Windows, macOS, Linux, Google Chrome OS, Telia Digital-tv, iOS, Android, BlackBerry OS, Windows Phone, Symbian, webOS, Squeezebox, Boxee, Sonos, WD TV, Roku, MeeGo, TiVo, Xbox One, Xbox Series X és Series S, PlayStation 4 és PlayStation 5.
A zenék böngészésére lehetőség van zeneszerző, album, lemezkiadó, műfaj és lejátszási lista alapján is. Az asztali alkalmazás lehetővé teszi a zenék egyszerű megvásárlását is viszonteladókon keresztül.
A „korlátlan” hozzáférés eltávolítja a reklámokat és az időkorlátokat, a „Prémium” előfizetés pedig olyan extra funkciókat tesz elérhetővé, mint a magasabb bitráta, internetkapcsolat nélküli hozzáférés és  mobilalkalmazás általi hozzáférés. A Prémium szolgáltatás ingyenesen kipróbálható 48 óra erejéig, amihez csupán a mobilalkalmazást kell feltelepíteni és bejelentkezni a kívánt Spotify fiókba. A Spotify használatához egy darabig elengedhetetlen volt egy aktív Facebook fiók, 2012. augusztus 20-án azonban ismét bevezették a Spotify regisztrációt.

## Története

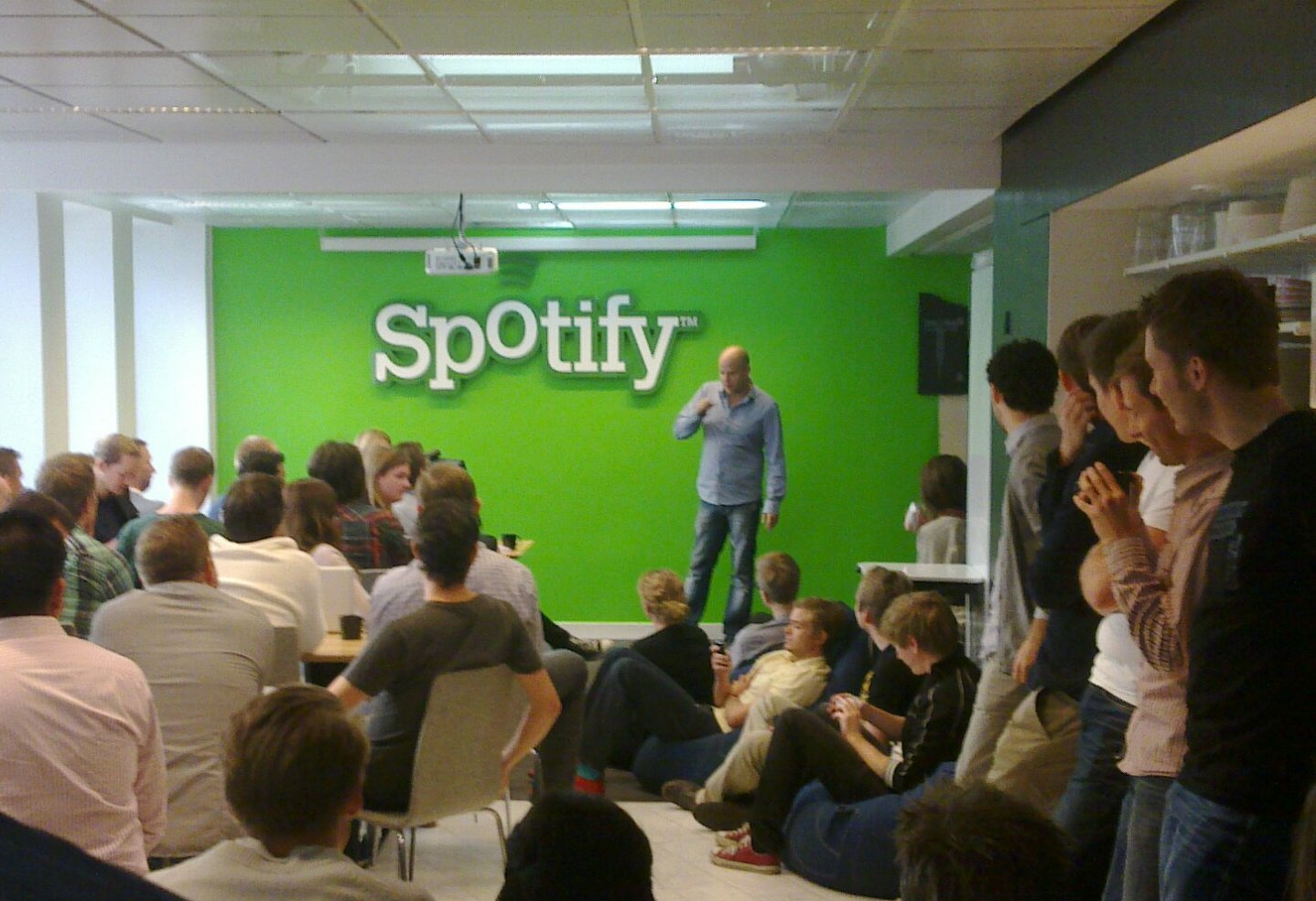
Daniel Ek a Spotify alkalmazottaihoz szól

A Spotify 2008 októberében vált elérhetővé a nagyközönség számára Svédországban, akkor még Spotify AB néven. A szolgáltatás 2010 szeptemberében elérte a 10 milliós felhasználói lélekszámot, 2011-ben a prémium szolgáltatás előfizetőinek száma elérte a 2,5 milliót. A Spotify felhasználóinak száma 2012 decemberében elérte a 20 milliót, amiből 5 millió prémium előfizető. 2012 decemberében a szolgáltatás az alábbi országokban volt elérhető: Andorra, Ausztrália, Ausztria, Belgium, Dánia, Feröer, Finnország, Franciaország, Németország, Írország, Liechtenstein, Luxembourg, Magyarország, Monaco, Hollandia, Új-Zéland, Norvégia, Spanyolország, Svédország, Svájc, Egyesült Királyság és az Amerikai Egyesült Államok.
A Spotify fejlesztését 2006-ban kezdte meg a Spotify AB csapata Stockholmban, Svédországban. A céget Daniel Ek alapította, a Stardoll korábbi műszaki igazgatója, a TradeDoubler társalapítója és Martin Lorentzon. Az anyavállalat már a Spotify Ltd, londoni székhellyel, míg a kutatás és fejlesztés továbbra is a Spotify AB kezében van.
A Spotify a nagyközönség számára 2008. október 7. óta elérhető. Ekkoriban az ingyenes regisztrációt meghíváshoz kötötték, hogy kordában tartsák az ingyenes és fizető ügyfelek arányát, ezzel ellentétben azonban az előfizetői regisztráció nem volt meghívóhoz kötve. Eközben a Spotify AB bejelentette, hogy sikerült megállapodást kötnie a nagyobb zenei kiadókkal. A cég 2008-as vesztesége 4.4 millió dollárra rúgott.
2009. február 10-én a regisztrációt megnyitották, a meghívás szükségességét eltörölték, majd a Spotify-t kiterjesztették az Egyesült Királyságra is. A mobilalkalmazás megjelenésével ugrásszerűen emelkedett a regisztrált felhasználók száma, így 2009-ben az Egyesült Királyságban ismét bevezették a meghívós regisztrációt.
2009. március 4-én a Spotify bejelentette, hogy biztonsági problémát találtak a szolgáltatásukban, ami a 2008. december 19. előtt regisztrált felhasználók privát adatait érinti (beleértve az e-mail-címeket és a kódolt jelszavakat).
2010. január 28-án a Symantec vírusirtója trójai programnak észlelte, emiatt a szoftver több millió számítógépen vált használhatatlanná.
2010. februárjában kisebb befektetést kaptak a Founders Fundtól, Sean Parkernek köszönhetően.
2010. május 18-án két újabb előfizetői típust is bemutattak. A Spotify Unlimited (korlátlan) hasonló a Spotify Premium (prémium) előfizetéshez, azonban nem tartalmazza többek között a mobilszolgáltatást. A másik előfizetői típus a Spotify Free (ingyenes), ami rendelkezik az alapvető szolgáltatásokkal és havi 20 óra zene hallgatását teszi lehetővé.
2010. szeptember elsején a World Economic Forum a Spotify-nak ítélte a Technology Pioneer (Technológiai úttörő) díjat.
2011. március 25-én ideiglenesen eltávolításra kerültek a külső reklámok az ingyenes fiókokból a Java sebezhetőségei miatt.
2011. április 15-én a Spotify blogbejegyzésében bejelenti, hogy jelentősen csökkenteni fogja az ingyenes felhasználók által szabadon hallgatható órák számát 2011. május elsejével. Az állítás szerint minden "Spotify Open" és "Spotify Free" tag időkorlátját havi 10 órára csökkentik. Továbbá egy felhasználó egy számot csak öt alkalommal hallgathat meg. A változás a "Spotify Prémium" és "Spotify Unlimited" felhasználókat nem érinti. Az új felhasználók mentesülnek a változások alól 6 hónapig.
2011. június 17-én a Spotify bejelentette, hogy szert tett további 100 millió dollárra, aminek segítségével elindítanák szolgáltatásuk az USA-ban. Az új befektetéssel a cég értéke 1 milliárd dollárra ugrott.
2011. július 14-én a szolgáltatás elindult az Amerikai Egyesült Államokban is, ami jelentős mérföldkő, hiszen a négy fő lemezkiadóval már régóta húzódtak a tárgyalások.
2011. november 30-án a Spotify elindítja az Apps (alkalmazások) és App finder (alkalmazáskereső) szolgáltatásokat hogy "új és meglévő élményt hozzon a zenehallgatásba". Az új szolgáltatással olyan alkalmazások indultak el, mint a Rolling Stone, We Are Hunted, Top10, Songkick, The Guardian, Soundrop és a Last.FM (Spotify integráció).
2012. március 29-én világszerte eltávolításra került az "5 lejátszás számonként" korlátozás az ingyenes felhasználók fiókjáról. Azonban a korlátozás az Egyesült Királyság és Franciaország felhasználóit továbbra is érinti. A 10 óra/hónap korlátozás továbbra is érvényben maradt a fél évnél idősebb fiókokon.
2012. augusztus, a Spotify 350 alkalmazottját átköltözteti új stockholmi központjába, a Birger Jarlsgatan 61-be. Az új létesítmény közel 450 alkalmazott befogadására alkalmas beleértve egy futballpályát is.
A további befektetések nyolc hónappal később, 2012 novemberében lezárultak, 100 millió dollár plusszal. A Goldman Sachs a Spotify-t 3 milliárd dollárra értékeli.
Az alkalmazás sokáig a következőképp működött: a Spotify-on történő regisztráció vagy az első Facebookon keresztüli bejelentkezés után a felhasználó fél évig használhatta a szolgáltatást ingyenesen, időbeni korlátok nélkül; e próbaidőszak alatt a felhasználói felületen reklámok jelentek meg, illetve bizonyos időközönként, a zeneszámok váltása között rövid reklámok voltak hallhatóak; a próbaidőszak lejárta után a felhasználók már csak havonta 10 óra zenét hallgathattak, még pontosabban heti 2,5 órát (az időkeret fel nem használt része átvezetődött a következő hétre). Ez a 6 hónapos korlát 2014 év elején megszűnt, azóta az „ingyenes” változatot használók is korlátlanul, de nem reklámmentesen hallgathatják a Spotify zenei tartalmait.

## Funkciók

### Katalógus
2012 végén a katalógus megközelítőleg 20 millió számot tartalmazott. Lehet keresni szerzőre, albumra, lemezkiadóra és műfajra is. A felhasználók hozzáférnek a nagyobb lemezkiadók és több független lemezkiadó zenéihez is. Néhány szerző külön kérte, hogy ne szerepeljen (vagy korlátozva szerepeljen) a Spotify adatbázisában. Mindamellett (regionális) licenckorlátozások miatt egy-egy mű/zeneszerző nem érthető el bárhonnan. Például, a The Beatles nem érhető el, mert az iTunes-é az exkluzív digitális terjesztés joga. A Spotify asztali kliense lehetővé teszi a zenék importálását az iTunes-ból, a mobilos szinkronizáció lehetőségével együtt. Az Egyesült Királyság, Franciaország, Spanyolország, Norvégia, Svédország, Finnország és Hollandia felhasználói majdnem minden zeneszámot megvásárolhatnak, amennyiben az elérhető a Spotify letöltőpartnerénél, a 7digitalnál.

### Lejátszási listák
A felhasználók készíthetnek lejátszási listát kedvenc zenéikből és meg is oszthatják vagy szerkeszthetik azokat más felhasználókkal. Emiatt a lejátszási listák link formájában "fogd és vidd" módszerrel könnyedén megoszthatók akár e-mailben vagy Skype-on is. Ha a címzett megnyitja a linket, a lejátszási lista letöltésre kerül a Spotify fiókjába. A letöltött lejátszási listák ezek után automatikusan frissülnek, amikor a szerzőjük újabb zeneszámot ad hozzájuk. Ahogy minden normális link, a lejátszási listák linkjei is bárhol használhatóak. Ugyanez a szabály vonatkozik egyetlen zeneszámra is, amit ugyanígy "fogd és vidd" módszerrel tudunk megosztani.

### Last.fm integráció
Míg a Spotify automatikusan nem készít ízlés szerinti lejátszási listát, addig a Last.fm integrációjával erre van lehetőség. Ez az integráció lehetővé teszi, hogy a felhasználók a Spotify-ból zeneszámot küldjenek a Last.FM fiókjukba. Az integrációnak köszönhetően továbbá megtekinthetjük, hogy milyen szerzőket hallgatunk a legtöbbet. 2011 novembere óta létezik egy hivatalos alkalmazás, aminek a neve "Last.fm for Spotify'". Ennek segítségével ajánlásokat kaphatunk előzményeink alapján, beágyazott leírást kaphatunk a zeneszerzőkről a Spotify-on belül.

### Rádió
A Spotify ezek mellett tartalmaz egy Rádió szolgáltatást is, amit az ingyenes felhasználók is igénybe vehetnek. A rádió kiválasztott zeneszám, zeneszerző, korszak alapján válogat össze véletlenszerűen zeneszámokat. A zeneszerző esetén hasonló szerzőket is hallhatunk, majd a számokat pozitívan vagy negatívan értékelve finomíthatjuk a soron következő számok relevanciáját ízlésünkhöz (erre 2012 augusztusa óta van lehetőség).

### Integráció a közösségi médiába
A Spotify levetővé teszi a regisztrált felhasználóknak, hogy integrálják fiókjukat Facebook, Twitter és Tumblr profiljukkal. Az integráció után az ismerősök kedvenc zenéinek a lejátszási listáihoz is hozzáférést kapunk. Továbbá a zeneszámokat könnyedén megoszthatjuk ismerőseinkkel (Facebook esetén privát üzenet formájában), amennyiben viszont rendelkeznek Spotify-hozzáféréssel, egy belső levelesládába kerül az üzenetünk. Továbbá a Facebook integrációnak köszönhetően a zenehallgatási előzményeink is megosztásra kerülnek (ezek az információk a lejátszás megkezdésével és megállításával együtt frissülnek. 2011. szeptember 26-án bevezették, hogy csak Facebook fiókkal használható a Spotify, ám a korlátozást 2012. augusztus 30-án megszüntették, megadva a lehetőséget a felhasználónak, hogy eldöntse, Spotify fiókkal kíván regisztrálni vagy Facebook fiókkal.

### Alkalmazások
Régebbi verziókban [mikor?] volt lehetőség alkalmazások használatára, ezt azonban elvették. A felhasználók használhattak a Spotify asztali kliensébe integrált alkalmazásokat, amiket HTML5-ben írtak. Az alkalmazások felkínálhattak ízlésünknek megfelelő zenéket, lejátszási listákat, zene kritikákat, dalszövegeket, koncerteket stb. Több tucat alkalmazást lehetett elérni.

## Technikai információk
A Spotify egy szabadalmazott szoftver, ami digitális másolásvédelmi technológiákkal (DRM) gátolja meg a streamelt tartalmak jogosulatlan felhasználását. Aki elfogadja a Spotify felhasználási feltételeit, beleegyezik, hogy nem fogja feltörni a másolásvédelmi eljárásokat.
Minden Spotify kliens rendelkezik egy gyorsítótárral, aminek az indexét elküldi a Spotify stream hub-nak, amikor az kapcsolódik az Spotify szervereihez. Ezt az indexet a Spotify arra használja, hogy más felhasználókat is kiszolgáljon az egyes felhasználók gyorsítótárából (hasonlóan a torrent technológiájához). Ez a tevékenység minden felhasználónál jelen van, mikor az az alkalmazás elindul és használatban van. Nem csak a mi gyorsítótárunkból dolgozik a Spotify, hanem mi is másokéból. A tevékenység részleteiről nincs bővebb adat, ahogy annak beállításaira sem.
Az audio folyam formátuma Vorbis, minősége pedig kb. 160 kbit/s vagy kb. 320 kbit/s a prémium felhasználók esetén. A Spotify közel pufferelésmentes lejátszást biztosít.
A 0.4.3 verzióval együtt megjelent a helyi lejátszás lehetősége is, amivel meglévő MP3 és AAC fájljaink is lejátszhatjuk.
A lokális gyorsítótár mérete és helye állítható. 1 GB vagy nagyobb szabad tárhely az ajánlott. Mac OS X alatt G4 vagy jobb processzor szükséges. A szoftver használata fiókhoz kötött. Egy fiókot több helyen is használhatnak, de lejátszani csak egyen lehet egy időben.
A Spotify peer-to-peer adatátvitelt használ, hogy kiegészítse a rendelkezésére álló sávszélességet. Ez tiltáshoz vezethet olyan helyeken, ahol az internetfelhasználók feltöltése korlátozott.

## Bevételek
A Spotify az úgy nevezett Freemium modellt követi, ez annyit tesz, hogy a felhasználók ingyen is élvezhetik a szolgáltatást, de ha meg szeretnének szabadulni az időkorlátoktól és a reklámoktól, akkor fizetniük kell. Azonban a prémium és korlátlan előfizetések mellett a zeneszámok vásárlásából is keletkezik bevétel.
2009 februárjában, a nem fizető felhasználók számára sugárzott reklámok hossza 15 másodperc volt egészen 2009 májusáig. 2009. május másodikától a jelentések szerint a reklámok hossza megközelítőleg a duplájára nőtt. A reklámok közötti időtartam nem állandó.
Havidíj ellenében a reklámok és a streaming-időkorlátok eltávolításra kerülnek és a bitráta megemelhető 320 kbit/s minőségre néhány szám esetében. Továbbá lehetővé teszi a mobilalkalmazások használatát iOS, Android, Symbian, webOS, Windows Mobile 6.x,  Windows Phone 7 és BlackBerry platformokon. 2009. december másodikán bevezetésre került a "Premium ecards" (prémium ajándékutalványok), amivel aktiválható a prémium 1, 3, 6, 12 hónapra.
2009 márciusában a Spotify lehetővé teszi az egyes zeneszámok megvásárlását 0,99 fontos áron a 7digital jóvoltából. 2009 októberének közepén a funkció átkerül a helyi menüből a zeneszám listázásba egy jól látható gomb formájában. Azoknak, akik sok zenét vásárolnak, lehetőségük van csomagok vásárlására is, amivel természetesen kedvezőbb áron tehetne szert egy-egy zeneszámra.
2010 májusában bevezetésre került az "Unlimited" (korlátlan) előfizetői csomag, ami a Prémium felébe kerül, pontosan ezért nem is tartalmazza a különlegesebb szolgáltatásokat (pl: mobilalkalmazás-használat).
2010 októberében a Wired beszámolója szerint Svédországban több pénz folyik be a kiadóknak a Spotify-ból, mint más viszonteladóktól, nem számít, hogy "on vagy offline".
2010-ben a Spotify több mint 45 millió eurót fizetett a licencpartnereinek.
2011 márciusában a Spotify bejelentette, hogy átlépték az egymillió előfizetőt Európában, majd szeptemberre ez a szám kétmillióra nőtt. 2012 augusztusában a TIME magazin bejelentette, hogy a Spotify túl van a négymillió előfizetőn és legalább 20 millió eurót keres havonta.
Az About.com információira alapozva a független zeneszerzőknek nem nehéz bekerülniük a Spotify kínálatába. Letöltésenként 0.70 USD jár a szerzőnek, az előfizetői díjakból pedig a lejátszások száma alapján kapnak részesedést.
Egy 2012-ben megjelent jelentés szerint a Spotify 59 millió dollár nettó veszteséget könyvelt el 2011-ben. A jelentésben az is áll, hogy az alkalmazottak fizetésének emelése és a rekordösszegű licencdíjak miatt lett ekkora a veszteség.
Egy 2012 novemberében közzétett jelentés szerint a Spotify 2012-ben átlépte a félmilliárd dolláros bevételi küszöböt, ami az előző év közel duplája.
2012. december 6-án a Spotify bejelentette, hogy világszerte közel 5 millió fizető felhasználója van, amiből 1 millió az USA-ban él. Ugyanekkor jelentették be, hogy a felhasználók létszáma elérte a 20 milliót.

## Földrajzi elérhetőség

A Spotify elérhetősége 2022-ben.

A Spotify elérhető az alábbi országokban: Andorra, Ausztrália, Ausztria, Belgium, Dánia, Feröer, Finnország, Franciaország, Németország, Írország, Liechtenstein, Luxembourg, Magyarország, Monaco, Mexikó, Hollandia, Új-Zéland, Norvégia, Spanyolország, Svédország, Svájc, Egyesült Királyság és az Amerikai Egyesült Államok. Észtország, Görögország, Olaszország, Lengyelország, Portugália és Románia területén a szolgáltatás 2009 júliusáig volt elérhető, kizárólag előfizetői konstrukcióban.
Csak olyan felhasználók fizethetnek elő a szolgáltatásra, akik rendelkeznek bankkártyával vagy PayPal hozzáféréssel a fent listázott országok egyikében.
2011-ben a Facebook és a Spotify tárgyalt arról, hogy integrálásra kerül a szolgáltatás a Facebookba, mikor a Spotify az Amerikai Egyesült Államokbeli piacra lépésén dolgozott. Végül 2011. július 14-én belépett az USA piacára. Németország 2012. március 13-án, Ausztrália és Új-Zéland 2012. május 22-én, Írország és Luxemburg pedig 2012. november 13-án került fel a listára.

## Fióktípusok és előfizetések
A szolgáltatás mindenki az ingyenes Spotify Free fiókkal használhatja, vagy ha a szolgáltatásra elő kíván fizetni, választhatja a Spotify Premium előfizetést.
| Név               | Ár/hónap (2014. decemberi állapot) | Reklámmentes? | Hallgatási limit | Prémium előnyök |
| ----------------- | --- | ------------- | ---------------- | --- |
| Spotify Free      | Ingyenes | Nem           | Korlátlan        | Véletlenszerű lejátszás                                                                                              |
| Spotify Unlimited | 9,99 amerikai dollár, 9,99 kanadai dollár, 11,99 ausztrál dollár, 12,99 új-zélandi dollár, 9,99 font, 9,9 szingapúri dollár, 48 hongkongi dollár, 149 tajvani új dollár, 14,9 maláj ringgit, 99 mexikói peso, 36 argentin peso, 14,9 brazil real, 9,99 török líra, 99 norvég korona, 99 svéd korona, 99 dán korona, 12,95 svájci frank, 19,99 lengyel złoty, 9,99 euró (Európai országok), 8,99 euró (Balti államok), 6,99 euró (Ciprus, Görögország, Portugália), 5,99 euró (Szlovákia), 4,99 euró (Magyarország), 129 fülöp-szigeteki peso | Igen          | Korlátlan        | Véletlenszerű lejátszás, reklámmentesség, korlátlan számú átugrás, offline mód, exkluzív tartalmak, jobb hangminőség |